# Buenos Aires (tỉnh)
Tỉnh Buenos Aires (tiếng Tây Ban Nha: Provincia de Buenos Aires) là tỉnh lớn nhất và đông nhất của Argentina. Tên của tỉnh bắt nguồn từ tên thành phố Buenos Aires, thành phố từng là thủ phủ của tỉnh, tuy nhiên hiện thành phố Buenos Aires đã là một thành phố tự trị sau cuộc nội chiến kết thúc năm 1880.
Tỉnh Buenos Aires giáp với các tỉnh Entre Ríos và Santa Fe về phía bắc, Córdoba, La Pampa và Río Negro về phía tây, giáp Đại Tây Dương về phía nam và đông.

## Liên kết
- Official website
- Short History of the partidos Lưu trữ ngày 1 tháng 9 năm 2005 tại Wayback Machine
- Secretary of Interior of the Province Lưu trữ ngày 25 tháng 4 năm 2001 tại archive.today
- Buenos Aires Province Pictures Lưu trữ ngày 17 tháng 10 năm 2015 tại Wayback Machine
- Brief history of the Buenos Aires partidos Lưu trữ ngày 10 tháng 10 năm 2014 tại Wayback Machine